# Абугудам
Абугудам (фр. Abougoudam) — небольшой город и супрефектура в Чаде, расположенный на территории региона Ваддай. Входит в состав департамента Уара.

## Географическое положение
Город находится в восточной части Чада, к северу от вади Саве, на высоте 508 метров над уровнем моря.
Абугудам расположен на расстоянии приблизительно 630 километров к востоко-северо-востоку (ENE) от столицы страны Нджамены.

## Население
По данным официальной переписи 2009 года численность населения Абугудама составляла 10 253 человека (5087 мужчин и 5166 женщин). Население супрефектуры по возрастному диапазону распределилось следующим образом: 52,3 % — жители младше 15 лет, 42,1 % — между 15 и 59 годами и 5,6 % — в возрасте 60 лет и старше.

## Транспорт
Ближайший аэропорт расположен в городе Абеше.